# Planès
Planès er en by og kommune i departementet Pyrénées-Orientales i Sydfrankrig.

## Geografi
Planès ligger 86 km vest for Perpignan. Nærmeste by er mod vest Saint-Pierre-dels-Forcats (3 km).

## Demografi

### Udvikling i folketal
| 1962                                                              | 1968 | 1975 | 1982 | 1990 | 1999 | 2007 | 2013 | 2017 |
| ----------------------------------------------------------------- | ---- | ---- | ---- | ---- | ---- | ---- | ---- | ---- |
| 54                                                                | 31   | 29   | 42   | 33   | 27   | 47   | 54   | 53   |
| Tal fra og med 1962 er uden dobbelttælling (sans doubles comptes) |      |      |      |      |      |      |      |      |